# Revolutionäre Zellen (Deutschland)

Eines der verwendeten Logos der Revolutionären Zellen

Revolutionäre Zellen (RZ) war eine linksextremistische Terrorgruppe in Deutschland. Die „Revolutionären Zellen“ waren von den 1970er Jahren bis in die 1990er Jahre hinein aktiv und begriffen sich als Teil der Autonomen Bewegung.
In den RZ kristallisierten sich zwei verschiedene Strömungen heraus: Ein Teil war – ähnlich wie die Rote Armee Fraktion (RAF) – antiimperialistisch orientiert, während ein anderer Teil einen sozialrevolutionären Ansatz vertrat. Zwischen beiden Flügeln gab es heftige Auseinandersetzungen, so dass ihre größte Gemeinsamkeit neben dem Namen ihre dezentrale Organisationsform war. Die Rote Zora war eine Frauengruppe, die sich in diesem Zusammenhang organisierte. Die Jugendorganisation der Revolutionären Zellen nannte sich Revolutionäre Viren.

## Profil
Anders als die RAF wollten die RZ-Mitglieder nicht aus dem Untergrund agieren, sondern in der Legalität leben und arbeiten. Sie blieben bei ihren Anschlägen anonym, um weiterhin in legalen politischen Organisationen mitarbeiten und an Diskussionsprozessen innerhalb der Linken und der Gesellschaft teilnehmen zu können. Im Gegensatz zur RAF waren die RZ nicht straff organisiert, sie organisierten sich stattdessen in kleinen Zellen ohne zentrale Führung. Ihre dezentrale Organisationsform wurde vereinzelt auch als „Guerilla Diffusa“ bezeichnet. Auf Grund dieser Organisationsstruktur wurden die RZ gelegentlich als Feierabendterroristen bezeichnet. Ihre Vorgehensweise schützte sie jedoch lange Zeit vor dem Zugriff durch den Staat. Bis 1999 gab es laut Äußerungen aus Ermittlerkreisen kaum verwertbare Erkenntnisse über die RZ und nur wenige Verurteilungen.
Erst durch die Verhaftung des OPEC-Attentäters und RZ-Mitglieds Hans-Joachim Klein 1998 erfuhren die Ermittler etwas über deren interne Strukturen. 1999 wurde deshalb Rudolf Schindler festgenommen. Ab 2001 wurden Schindler und andere Personen (darunter der ehemalige Leiter des Akademischen Auslandsamtes der TU Berlin Matthias Borgmann, die Galeristin Sabine Eckle sowie die Mehringhof-Aktivisten Harald Glöde und Axel Haug) in Berlin wegen Gründung einer terroristischen Vereinigung nach § 129a StGB angeklagt. 2004 wurde Schindler gemeinsam mit seiner Frau Eckle zu drei Jahren und neun Monaten Haft verurteilt; das ehemalige Mitglied Tarek Mousli trat im Prozess als Kronzeuge auf und erhielt Haftverschonung. Harald Glöde wurde nach 18 Monaten Untersuchungshaft freigelassen und ebenfalls vom Berliner Kammergericht wegen Mitgliedschaft bei den RZ verurteilt.
Aus dem Umfeld der RZ wurde die Zeitung Revolutionärer Zorn herausgegeben. Nachdem 1978 die Antiterrorismusgesetze auch auf das Druckwesen Anwendung fanden, wurden alle Ausgaben der Zeitschrift nach bundesweiten Razzien zur Vernichtung eingezogen. Auch Nachdrucke von RZ-Erklärungen in der Frankfurter Zeitschrift Pflasterstrand (Heft 45) oder im Berliner Info BUG (Heft 145) waren davon betroffen. Die Anwälte der Druckerei merkten im Verfahren gegen Mitarbeiter an, erstaunt zu sein, dass etablierte Zeitschriften ungehindert Erklärungen der Rote Armee Fraktion nachdrucken dürften.

## Geschichte

### Anfänge
Die RZ wurden Mitte 1972 unter anderem von Brigitte Kuhlmann, Wilfried Böse und Rudolf Schindler gegründet. Anlass war die Verhaftung aller Führungsmitglieder der Rote Armee Fraktion in den vorangegangenen Monaten.

### Erste Anschläge
Die RZ kamen aus dem militanten autonomen Spektrum. Sie handelten als lose organisierte und unabhängig voneinander agierende Zellen. Seit 1976 fungierten sie unter dem Namen Revolutionäre Zellen. Es gab Kontakte zur RAF, zur Bewegung 2. Juni und auch zu palästinensischen Gruppen und dem lange Zeit weltweit gesuchten Terroristen Carlos.
Die ersten Anschläge verübten die RZ im November 1973 in Berlin und Nürnberg gegen den Konzern ITT. Im Jahr 1975 führte eine Frauengruppe der RZ einen Bombenanschlag auf das Bundesverfassungsgericht in Karlsruhe durch. Die Rote Zora, wie sich die nur aus weiblichen Mitgliedern bestehende Gruppe kurz danach nannte, trat in der Folge als eigenständige Organisation auf. Bis in die 1980er Jahre gab es gemeinsame Anschläge beider Gruppen.
Zudem existierte eine internationale Zelle der RZ, deren Mitglieder an verschiedenen internationalen Anschlägen beteiligt waren: So beispielsweise Hans-Joachim Klein, neben Gabriele Kröcher-Tiedemann (Bewegung 2. Juni) an dem Überfall auf die OPEC-Konferenz 1975 unter Carlos. Auch an der Entführung einer Air-France-Maschine von Athen nach Entebbe im Jahr 1976 waren die RZ beteiligt. Für beide Operationen unterstellten sich RZ-Mitglieder dem Kommando von Wadi Haddad, der eine Abspaltung der Volksfront zur Befreiung Palästinas (PFLP) befehligte. Im Zuge der israelischen Militäraktion zur Erstürmung des Flughafengebäudes von Entebbe, in dem die Entführer die Geiseln festhielten, wurden zwei Gründer der RZ getötet, Wilfried Böse und Brigitte Kuhlmann. Dies führte zu heftigen Auseinandersetzungen innerhalb der RZ um die zukünftige Orientierung der Gruppierung; Anschläge im Ausland wurden danach nicht mehr durchgeführt. Johannes Weinrich, der Böses Nachfolger wurde und militantere Anschläge favorisierte, schloss sich im Zuge der Auseinandersetzungen Carlos an.
1978 rechtfertigten die RZ in einer Erklärung Angriffe auf jüdische Einrichtungen in Westdeutschland. Derartige „zionistische“ und „israelische“ Einrichtungen, die Israel unterstützten, seien, so die RZ, dadurch mitverantwortlich an dessen „Vertreibungs- und Ausrottungsfeldzug gegen die Palästinenser“. Zudem wurde behauptet, diese Institutionen hätten „es sich zum Prinzip gemacht, in ihrer unmittelbaren Umgebung kulturelle und soziale jüdische Einrichtungen anzusiedeln [...] – oder einfach in ein normales Wohnhaus voller Familien zu ziehen, mit der Absicht, daß  bei Anschlägen auf ihre Agenturen möglichst viele Menschen getroffen und verletzt werden, um diese dann nach uralter und bewährter zionistischer Strategie als ‚antisemitische Ausfälle‘ denunzieren zu können“. Diese angebliche Taktik des Verschanzens hinter menschlichen Schutzschilden sei „eine der niederträchtigsten und menschenverachtensten (sic!) ‚Spezialitäten‘ des Zionismus“, da dadurch, so die Unterstellung, „ganz systematisch unbeteiligte Menschen [...] mißbraucht “ würden, die „zumeist gar nicht wissen, wer sich da mitten zwischen sie gesetzt hat“.

### Spätere Jahre
Obwohl die RZ die gezielte Tötung von Menschen nach eigenen Aussagen ablehnten, führten sie mehrere sogenannte „Knieschuss“-Attentate durch. Ziel dieser Anschläge war es angeblich, das Opfer schwer zu verletzen und für längere Zeit arbeitsunfähig zu machen. Die Ermordung des hessischen Wirtschaftsministers Heinz-Herbert Karry 1981 soll auf eine solche Aktion zurückgehen; die genauen Umstände sind allerdings bis heute unklar.
In einem Bekennerschreiben stellte die RZ die Tötung als Unfall dar, zeigte jedoch keine Reue.
Am 20. September 1983 kam es zu einem Sprengstoffanschlag auf das Rechenzentrum des MAN Werks Gustavsburg, der einen Sachschaden von mehreren Millionen DM verursachte.
Dem Leiter der Berliner Ausländerbehörde Harald Hollenberg wurde 1986 und dem Vorsitzenden Richter am Bundesverwaltungsgericht Günter Korbmacher ein Jahr später in die Beine geschossen.
1987 konnte man Ingrid Strobl auf einem Überwachungsvideo identifizieren. Während der verdeckten Ermittlung gegen sie traf sich Strobl im November 1987 mit einem größeren Personenkreis. Daraufhin gelang dem BKA am 18. Dezember 1987 ein großer Schlag gegen die Revolutionären Zellen. Tausende Polizisten durchsuchten 33 Gebäude in 20 Städten. Gegen 23 mutmaßliche RZ-Mitglieder wurden Durchsuchungsbeschlüsse vollstreckt und die meisten später verurteilt. Vier flüchteten nach Frankreich.
Nach der Wende verloren die RZ an Bedeutung und Rückhalt in der Szene. Am 15. Januar 1991 scheiterte ein Sprengstoffanschlag auf die Berliner Siegessäule. Im Dezember 1991 veröffentlichten die RZ einen Text, der die Auseinandersetzungen nach der Entebbe-Entführung beschreibt und von der zunehmenden Spaltung der Gruppen berichtet. Insbesondere distanzieren sie sich darin von ihrer antiimperialistischen und antizionistischen Ideologie der 70er Jahre. Die Selektion der Geiseln in israelische Staatsbürger sowie Juden auf der einen und sonstige Geiseln auf der anderen Seite fand man nunmehr antisemitisch.
Im Oktober 1993 ereigneten sich die letzten Anschläge der Revolutionären Zellen:  Die Zerstörung eines Trafohäuschens des Bundesgrenzschutzes in der Nähe von Frankfurt (Oder) und ein Anschlag am Flughafen Rothenburg (Sachsen). Die Rote Zora zündete im Juli 1995 eine Sprengsatz in der Lürssen-Werft in Lemwerder.
Laut Generalbundesanwalt bekannten sich die Revolutionären Zellen/Rote Zora zu insgesamt 186 Anschlägen, 40 davon in Berlin. Sie gaben an, gegen „staatlichen Rassismus, Sexismus und das Patriarchat“ zu kämpfen. Mitte der 1980er Jahre richteten sich die Anschläge vorrangig gegen die Ausländer- und Asylpolitik der Bundesrepublik.
Laut dem nordrhein-westfälischen Innenministerium verübten die RZ im Zeitraum 1973–1995 insgesamt 296 Sprengstoff-, Brand- und sonstige Anschläge.
2000 wurden die ehemaligen RZ-Mitglieder Christian Gauger und seine Lebensgefährtin Sonja Suder in Paris verhaftet. Nach einigen Monaten kamen sie zunächst wieder frei, da die ihnen zur Last gelegten Taten nach französischem Recht verjährt waren. Deutsche Behörden warfen beiden vor, in den 1970er Jahren an Bombenanschlägen gegen die Unternehmen KSB (Frankenthal) und MAN (Werk Gustavsburg) sowie auf das Heidelberger Schloss beteiligt gewesen zu sein. Suder sollte außerdem das Attentat auf die OPEC-Konferenz 1975 in Wien mit vorbereitet haben. 1978 hatten beide gemerkt, dass man sie beschattete und waren daraufhin nach Frankreich geflohen. Nachdem der Europäische Gerichtshof für Menschenrechte 2010 Eilanträge gegen eine Auslieferung nach Deutschland abgelehnt hatte, erfolgte diese im September 2011. Beide kamen in Untersuchungshaft. Am 21. September 2012 begann ihr Strafprozess vor dem Frankfurter Landgericht. Am 12. November 2013 wurde Sonja Suder vom Vorwurf des Mordes im Zusammenhang mit dem Anschlag auf die OPEC-Ölministerkonferenz im Dezember 1975 in Wien freigesprochen, da eine Mittäterschaft nicht nachzuweisen war. Wegen drei Brandanschlägen von 1977 und 1978 erhielt die mittlerweile 80-Jährige eine Freiheitsstrafe von drei Jahren und sechs Monaten. Weil sie schon zweieinhalb Jahre in Untersuchungshaft verbracht hatte, setzten die Richter den Haftbefehl gegen Suder aus. Das Verfahren gegen ihren Lebensgefährten Christian Gauger hatten sie bereits vorher wegen dauerhafter Verhandlungsunfähigkeit eingestellt.
Im Dezember 2006 stellten sich die ehemaligen RZ-Mitglieder Adrienne Gerhäuser und Thomas Kram überraschend der Bundesanwaltschaft. Wegen der Beteiligung an zwei fehlgeschlagenen Sprengstoffanschlägen mit der Roten Zora wurde Gerhäuser im April 2007 zu zwei Jahren auf Bewährung verurteilt. Die gleiche Strafe erhielt Kram 2009 wegen Mitgliedschaft in einer terroristischen Vereinigung.